# Bahus-Soubiran
Bahus-Soubiran (Baús Sobiran, en occitan) est une commune du Sud-Ouest de la France, située dans le département des Landes (région Nouvelle-Aquitaine).

## Géographie

### Localisation
Bahus-Soubiran appartient au terroir du Tursan, qui occupe la partie sud-est du département des Landes, en région Nouvelle-Aquitaine. La commune appartient au canton Adour Armagnac, à la communauté de communes d'Aire sur l'Adour et relève de l'arrondissement de Mont-de-Marsan.

### Communes limitrophes
Les communes limitrophes sont  Aire-sur-l'Adour, Castelnau-Tursan, Duhort-Bachen, Eugénie-les-Bains, Pécorade, Saint-Loubouer et Sorbets.
| Eugénie-les-Bains | Duhort-Bachen  |                  |
| Saint-Loubouer    | Bahus-Soubiran | Aire-sur-l'Adour |
| Castelnau-Tursan  | Pécorade       | Sorbets          |

### Géologie et relief
La commune a une superficie de 1453 ha. Son altitude varie entre 100 et 169 m. Le paysage de Bahus-Soubiran relève des plateaux, collines et vallées du Tursan. Il est structuré par la vallée du Bahus, qui traverse la commune et sépare un plateau, au nord-est vers Aire-sur-l'Adour, et une série de collines au sud-ouest vers Pécorade, Castelnau-Tursan et Saint-Loubouer.

### Hydrographie
Le village est construit sur les bords du Bahus, affluent de l'Adour. Un autre cours d'eau, le Bayle, prend sa source sur la commune, sous le nom de ruisseau de la Grave, au lieu-dit. L'un et l'autre sont des affluents de l'Adour.

### Climat
Le climat qui caractérise la commune est qualifié, en 2010, de « climat océanique altéré », selon la typologie des climats de la France qui compte alors huit grands types de climats en métropole. En 2020, la commune ressort du même type de climat dans la classification établie par Météo-France, qui ne compte désormais, en première approche, que cinq grands types de climats en métropole. Il s’agit d’une zone de transition entre le climat océanique et les climats de montagne et le climat semi-continental. Les écarts de température entre hiver et été augmentent avec l'éloignement de la mer. La pluviométrie est plus faible qu'en bord de mer, sauf aux abords des reliefs.
Les paramètres climatiques qui ont permis d’établir la typologie de 2010 comportent six variables pour les températures et huit pour les précipitations, dont les valeurs correspondent à la normale 1971-2000. Les sept principales variables caractérisant la commune sont présentées dans l'encadré ci-après.
| Paramètres climatiques communaux sur la période 1971-2000 - Moyenne annuelle de température : 13,2 °C - Nombre de jours avec une température inférieure à −5 °C : 1,7 j - Nombre de jours avec une température supérieure à 30 °C : 7,5 j - Amplitude thermique annuelle : 14,3 °C - Cumuls annuels de précipitation : 1 067 mm - Nombre de jours de précipitation en janvier : 11,8 j - Nombre de jours de précipitation en juillet : 7,6 j |

Avec le changement climatique, ces variables ont évolué. Une étude réalisée en 2014 par la Direction générale de l'Énergie et du Climat complétée par des études régionales prévoit en effet que la  température moyenne devrait croître et la pluviométrie moyenne baisser, avec toutefois de fortes variations régionales. La station météorologique de Météo-France installée sur la commune et mise en service en 1995 permet de connaître l'évolution des indicateurs météorologiques. Le tableau détaillé pour la période 1981-2010 est présenté ci-après.
| Mois                                  | jan.         | fév.            | mars          | avril           | mai           | juin          | jui.          | août           | sep.          | oct.          | nov.          | déc.           | année      |
| ------------------------------------- | ------------ | --------------- | ------------- | --------------- | ------------- | ------------- | ------------- | -------------- | ------------- | ------------- | ------------- | -------------- | ---------- |
| Température minimale moyenne (°C)     | 2,6          | 2,8             | 4,7           | 7,1             | 10,9          | 14            | 15,2          | 15,1           | 12            | 9,8           | 5,1           | 2,7            | 8,5        |
| Température moyenne (°C)              | 6,7          | 7,6             | 10,3          | 12,7            | 16,4          | 19,8          | 21,3          | 21,3           | 18,3          | 15,3          | 9,5           | 6,7            | 13,9       |
| Température maximale moyenne (°C)     | 10,8         | 12,4            | 16            | 18,2            | 22            | 25,7          | 27,3          | 27,5           | 24,7          | 20,8          | 13,8          | 10,7           | 19,2       |
| Record de froid (°C) date du record   | −10 27.01.07 | −10,5 12.02.12  | −9 02.03.05   | −2,5 04.04.1996 | 3 01.05.06    | 5 01.06.06    | 9,3 13.07.04  | 6,3 31.08.1996 | 3,5 25.09.02  | −2,3 16.10.09 | −7 17.11.07   | −11,5 24.12.01 | −11,5 2001 |
| Record de chaleur (°C) date du record | 21 05.01.01  | 23,8 28.02.1997 | 27,5 20.03.05 | 32 30.04.05     | 34,3 29.05.01 | 39,5 21.06.03 | 37,2 18.07.06 | 41 04.08.03    | 35,5 06.09.06 | 34,3 04.10.04 | 24,5 01.11.14 | 21,4 07.12.00  | 41 2003    |
| Précipitations (mm)                   | 96,4         | 69,6            | 81,3          | 97,7            | 90,9          | 56,7          | 64,3          | 65,5           | 75,7          | 87,2          | 122,3         | 89,7           | 997,3      |

## Urbanisme

### Typologie
Au 1er janvier 2024, Bahus-Soubiran est catégorisée commune rurale à habitat dispersé, selon la nouvelle grille communale de densité à sept niveaux définie par l'Insee en 2022.
Elle est située hors unité urbaine. Par ailleurs la commune fait partie de l'aire d'attraction d'Aire-sur-l'Adour, dont elle est une commune de la couronne,. Cette aire, qui regroupe 23 communes, est catégorisée dans les aires de moins de 50 000 habitants,.

### Occupation des sols

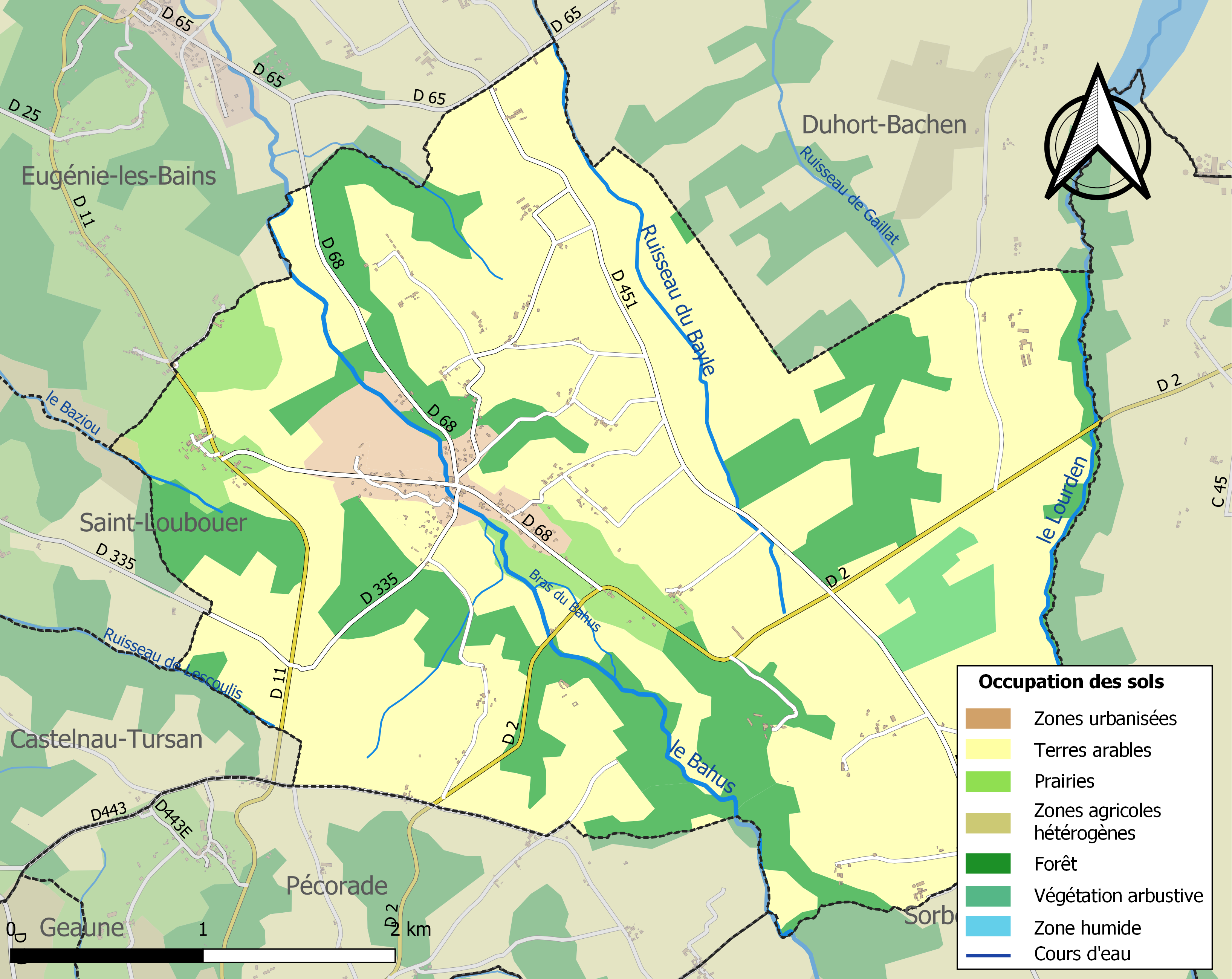
Carte des infrastructures et de l'occupation des sols de la commune en 2018 (CLC).

L'occupation des sols de la commune, telle qu'elle ressort de la base de données européenne d’occupation biophysique des sols Corine Land Cover (CLC), est marquée par l'importance des territoires agricoles (73,9 % en 2018), en diminution par rapport à 1990 (77 %). La répartition détaillée en 2018 est la suivante : terres arables (68,9 %), forêts (20,7 %), prairies (5 %), zones urbanisées (1,8 %), espaces verts artificialisés, non agricoles (1,8 %), milieux à végétation arbustive et/ou herbacée (1,8 %), zones agricoles hétérogènes (0,1 %). L'évolution de l’occupation des sols de la commune et de ses infrastructures peut être observée sur les différentes représentations cartographiques du territoire : la carte de Cassini (XVIIIe siècle), la carte d'état-major (1820-1866) et les cartes ou photos aériennes de l'IGN pour la période actuelle (1950 à aujourd'hui).

### Risques majeurs
Le territoire de la commune de Bahus-Soubiran est vulnérable à différents aléas naturels : météorologiques (tempête, orage, neige, grand froid, canicule ou sécheresse), inondations, mouvements de terrains et séisme (sismicité faible). Il est également exposé à un risque technologique,  le transport de matières dangereuses, et à un risque particulier : le risque de radon. Un site publié par le BRGM permet d'évaluer simplement et rapidement les risques d'un bien localisé soit par son adresse soit par le numéro de sa parcelle.

#### Risques naturels
Certaines parties du territoire communal sont susceptibles d’être affectées par le risque d’inondation par débordement de cours d'eau, notamment le Lourden, le ruisseau du Bayle et le Bahus. La commune a été reconnue en état de catastrophe naturelle au titre des dommages causés par les inondations et coulées de boue survenues en 1988, 1999 et 2009,.
Les mouvements de terrains susceptibles de se produire sur la commune sont des tassements différentiels.

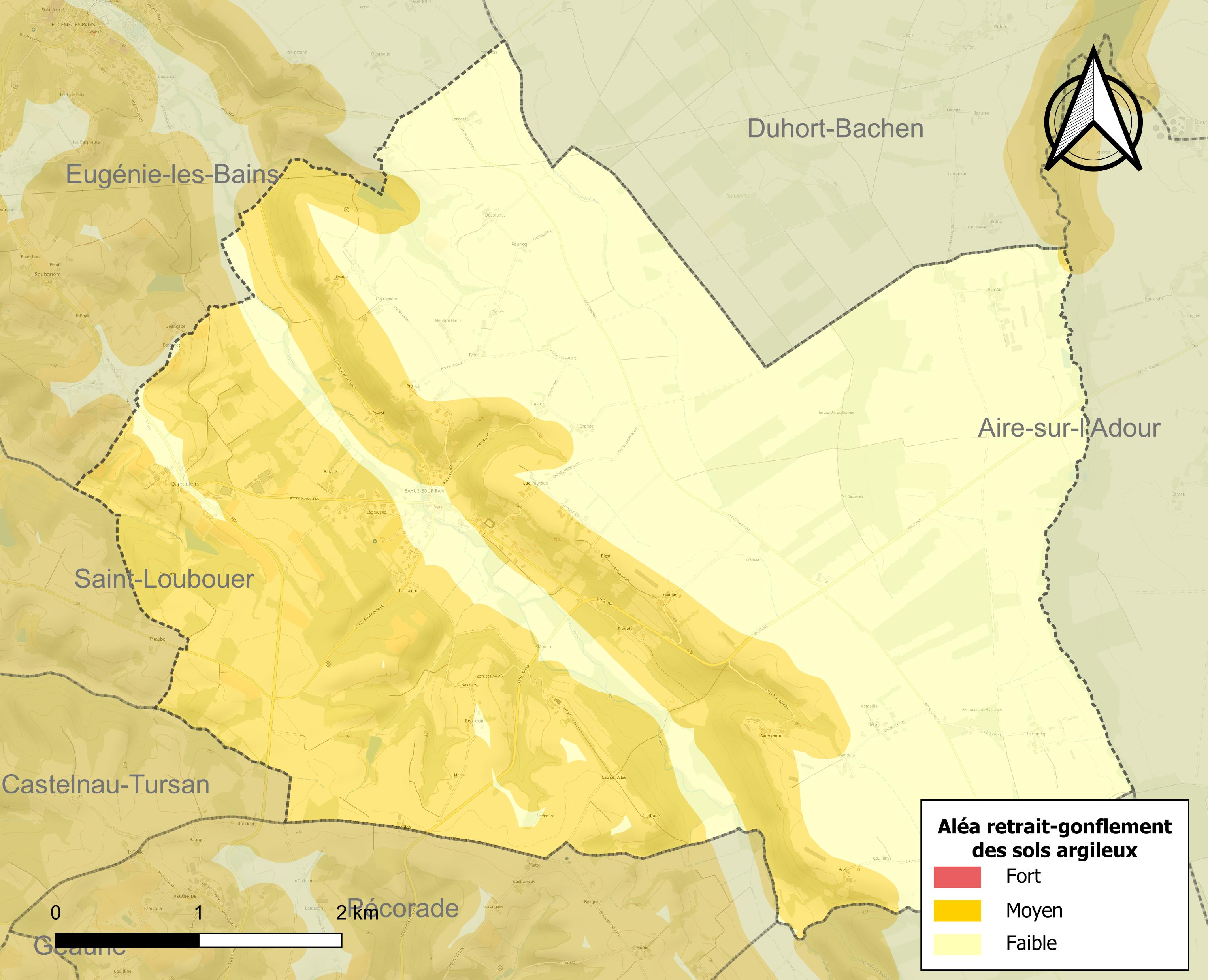
Carte des zones d'aléa retrait-gonflement des sols argileux de Bahus-Soubiran.

Le retrait-gonflement des sols argileux est susceptible d'engendrer des dommages importants aux bâtiments en cas d’alternance de périodes de sécheresse et de pluie. 43,4 % de la superficie communale est en aléa moyen ou fort (19,2 % au niveau départemental et 48,5 % au niveau national). Sur les 222 bâtiments dénombrés sur la commune en 2019,  132 sont en aléa moyen ou fort, soit 59 %, à comparer aux 17 % au niveau départemental et 54 % au niveau national. Une cartographie de l'exposition du territoire national au retrait gonflement des sols argileux est disponible sur le site du BRGM,.
Concernant les mouvements de terrains, la commune a été reconnue en état de catastrophe naturelle au titre des dommages causés par la sécheresse en 1989 et par des mouvements de terrain en 1999.

#### Risques technologiques
Le risque de transport de matières dangereuses sur la commune est lié à sa traversée par une ou des infrastructures routières ou ferroviaires importantes ou la présence d'une canalisation de transport d'hydrocarbures. Un accident se produisant sur de telles infrastructures est susceptible d’avoir des effets graves sur les biens, les personnes ou l'environnement, selon la nature du matériau transporté. Des dispositions d’urbanisme peuvent être préconisées en conséquence.

#### Risque particulier
Dans plusieurs parties du territoire national, le radon, accumulé dans certains logements ou autres locaux, peut constituer une source significative d’exposition de la population aux rayonnements ionisants. Selon la classification de 2018, la commune de Bahus-Soubiran est classée en zone 2, à savoir zone à potentiel radon faible mais sur lesquelles des facteurs géologiques particuliers peuvent faciliter le transfert du radon vers les bâtiments.

## Toponymie
Bahus : Le toponyme peut correspondre à l'occitan balç (précipice, rocher escarpé).
soubiran  : « d'en haut »

## Histoire
Voir : Damoulens

## Politique et administration
| Période                                  | Période  | Identité          | Étiquette | Qualité                      |
| ---------------------------------------- | -------- | ----------------- | --------- | ---------------------------- |
| 1959                                     | 2001     | Sylvain Lacère    |           | Retraité exploitant agricole |
| mars 2001                                | 2014     | Lalanne Joël      |           | Agriculteur                  |
| mars 2014                                | En cours | Michel Lamaignère | DVG       | Retraité de l'armée          |
| Les données manquantes sont à compléter. |          |                   |           |                              |

## Démographie
L'évolution du nombre d'habitants est connue à travers les recensements de la population effectués dans la commune depuis 1793. Pour les communes de moins de 10 000 habitants, une enquête de recensement portant sur toute la population est réalisée tous les cinq ans, les populations de référence des années intermédiaires étant quant à elles estimées par interpolation ou extrapolation. Pour la commune, le premier recensement exhaustif entrant dans le cadre du nouveau dispositif a été réalisé en 2004.

En 2022, la commune comptait 393 habitants, en évolution de −5,3 % par rapport à 2016 (Landes : +5,78 %, France hors Mayotte : +2,11 %).
| 1793 | 1800 | 1806 | 1821 | 1831 | 1836 | 1841 | 1846 | 1851 |
| ---- | ---- | ---- | ---- | ---- | ---- | ---- | ---- | ---- |
| 514  | 519  | 549  | 512  | 565  | 532  | 533  | 540  | 517  |

| 1856 | 1861 | 1866 | 1872 | 1876 | 1881 | 1886 | 1891 | 1896 |
| ---- | ---- | ---- | ---- | ---- | ---- | ---- | ---- | ---- |
| 495  | 567  | 586  | 553  | 525  | 508  | 521  | 513  | 491  |

| 1901 | 1906 | 1911 | 1921 | 1926 | 1931 | 1936 | 1946 | 1954 |
| ---- | ---- | ---- | ---- | ---- | ---- | ---- | ---- | ---- |
| 482  | 465  | 427  | 404  | 374  | 335  | 348  | 337  | 335  |

| 1962 | 1968 | 1975 | 1982 | 1990 | 1999 | 2004 | 2006 | 2009 |
| ---- | ---- | ---- | ---- | ---- | ---- | ---- | ---- | ---- |
| 351  | 388  | 365  | 327  | 326  | 303  | 334  | 347  | 361  |

| 2014 | 2019 | 2022 | - | - | - | - | - | - |
| ---- | ---- | ---- | - | - | - | - | - | - |
| 420  | 396  | 393  | - | - | - | - | - | - |

## Lieux et monuments
- Église Saint-Jean-Baptiste de Bahus-Soubiran.

## Personnalités liées à la commune
- x